# Acrophiletis
Acrophiletis é um gênero de traça pertencente à família Agonoxenidae.